# Socjalistyczna gospodarka rynkowa
Socjalistyczna gospodarka rynkowa (chiń. upr. 社会主义市场经济, chiń. trad. 社會主義市場經濟, pinyin: Shèhuìzhǔyì Shìchǎng Jīngjì) – system gospodarczy wprowadzony w Chińskiej Republice Ludowej. Opiera się na dominacji sektora państwowego i gospodarki rynkowej, i ma swoje początki w chińskich reformach gospodarczych wprowadzonych przez Deng Xiaopinga. Ideologicznym uzasadnieniem jest to, że Chiny znajdują się we wczesnym stadium socjalizmu, wczesnym etapie socjalistycznego sposobu produkcji, a zatem do rozwoju muszą być dostosowane techniki kapitalistyczne, by dobrze prosperować w globalnym systemie rynkowym.

## Historia i założenia
Po Wielkim Skoku (1958-1961) i aresztowaniu Bandy Czworga przywódca Chin Deng Xiaoping chciał wziąć pod uwagę rynkowe metody wzrostu gospodarczego, aby ożywić gospodarkę Chin i znaleźć system gospodarczy zgodny z chińską specyfiką i warunkami. Jednak w ten sposób pozostawał zobowiązany do kontynuacji scentralizowanej kontroli i państwa jednopartyjnego zgodnie z leninizmem. Socjalistyczną gospodarkę rynkową stanowi koncepcja wprowadzona przez Deng Xiaopinga w celu włączenia rynku w gospodarkę planową w Chińskiej Republice Ludowej. Deng po raz pierwszy użył tego terminu podczas spotkania z wiceprzewodniczącym amerykańskiej Encyclopædia Britannica Company Frankiem Gibneyem i dyrektorem Instytutu Azji Wschodniej Studiów Uniwersytetu McGill, profesorem Paulem Lin Daguangiem w Montrealu, pytając: "dlaczego nie może być gospodarki rynkowej w socjalizmie"? Nie możemy powiedzieć, że to jest kapitalizm. Nasza planowana gospodarka znajduje się w podstawowej pozycji; to integruje się z gospodarką rynkową, ale jest socjalistyczną gospodarką rynkową ". Koncepcja została następnie przyjęta w Wietnamie(Đổi Mới). Po wdrożeniu tego systemu w Chinach ten system gospodarczy zastąpił gospodarkę centralnie planowaną, przy czym w ciągu ostatnich dziesięcioleci Chiny odnotowały wysokie tempo wzrostu PKB. W ramach tego modelu przedsiębiorstwa prywatne stały się głównym składnikiem systemu gospodarczego obok centralnych przedsiębiorstw państwowych, przedsiębiorstw zbiorowego miasteczka i wsi. Istnieją pewne podobieństwa do zachodniej gospodarki mieszanej, ale z pewnymi zasadniczymi różnicami. Podstawowa różnica między chińskim i zachodnim modelem gospodarki mieszanej leży w dominującej roli centralnego planowania i autorytarnej filozofii politycznej, która unika zachodnich poglądów na demokrację, prawa jednostki i praworządność. "Ten typ systemu gospodarczego jest broniony z perspektywy stalinowskiej, w której stwierdza się, że w pełni rozwinięta socjalistyczna gospodarka planowa może powstać dopiero po ustaleniu niezbędnej i kompleksowej gospodarki rynkowej i umożliwić jej pełne rozwinięcie aż do wyczerpania jej historycznej fazy i stopniowego przekształcania się w planowaną gospodarkę (stalinowska dwuetapowa teoria rewolucji). Proponenci tego modelu gospodarczego wyróżniają go od socjalizmu rynkowego: Socjaliści rynkowi uważają, że planowanie gospodarcze jest nieosiągalne, niepożądane lub nieskuteczne, a tym samym postrzegają rynek, jako integralną część socjalizmu, podczas gdy zwolennicy socjalistycznej gospodarki rynkowej postrzegają rynek jako przejściową fazę rozwoju centralnie planowanej gospodarki.

### Sektor państwowy
W 2005 r. reformy rynkowe, w tym prywatyzacja, zostały praktycznie zatrzymane i w znacznym stopniu odwrócone. W 2006 roku chiński rząd ogłosił, że przemysł zbrojeniowy, wytwarzanie i dystrybucja energii, ropy naftowej i produktów petrochemicznych, telekomunikacja, węgiel, przemysł lotniczy i żegluga muszą podlegać „bezwzględnej kontroli państwa i prawu własności publicznej”. Państwo zachowuje kontrolę pośrednią w kierowaniu gospodarką niepaństwową przez system finansowy, który działa zgodnie z priorytetami państwa. Liberalizacja kontynuowana jest w sektorze państwowym poprzez konsolidację państwowych przedsiębiorstw w dużych "mistrzów narodowych" w celu konsolidacji wysiłków i tworzenia konkurencyjnych na arenie międzynarodowej krajowych branż. Państwo zachowuje kontrolę pośrednią w kierowaniu gospodarką niepaństwową przez system finansowy, który działa zgodnie z priorytetami państwa. Liberalizacja kontynuowana jest w sektorze państwowym poprzez konsolidację państwowych przedsiębiorstw w dużych "mistrzów narodowych" w celu konsolidacji wysiłków i tworzenia konkurencyjnych na arenie międzynarodowej krajowych branż. Sektor państwowy koncentruje się na "dowodzących wysokościach" gospodarki przy rozwijającym się sektorze prywatnym, zajmującym się przede wszystkim produkcją towarów i przemysłu lekkiego. Scentralizowane i planowane dyrektywy oparte na obowiązkowych wymaganiach dotyczących produkcji i kwotach produkcyjnych zostały zastąpione przez mechanizm wolnorynkowy i planowanie dyrektywy w dużych przedsiębiorstwach państwowych. Główną różnicą odróżniającą od starej gospodarki planowej jest restrukturyzacja przedsiębiorstw państwowych według zasad komercyjnych, z wyjątkiem 150 dużych przedsiębiorstw państwowych, które podlegają według raportów bezpośrednio rządowi centralnemu i w większości posiadają szereg zależnych od siebie przedsiębiorstw.
Do 2008 r. przedsiębiorstwa państwowe stały się bardziej dynamiczne, co przyczyniło się znacząco do wzrostu dochodów państwa. W roku 2009 rząd wprowadził system ubezpieczenia państwowego w celu rozszerzenia zakresu opieki zdrowotnej. Sektor państwowy miał się przyczynić do procesu odbudowy gospodarczej i wzrostu gospodarczego w 2009 r.. Wówczas udział sektora państwowego wynosił około 50 procent PKB w Chinach.

#### Postacie przedsiębiorstw
Socjalistyczna gospodarka rynkowa składa się z szerokiej gamy przedsiębiorstw państwowych i przedsiębiorstw mieszanych.Po reformach z 1978 r. większość przedsiębiorstw przeorganizowano w korporacje i spółki akcyjne, przy czym rząd zachował kontrolę nad nimi poprzez posiadanie kontrolnych udziałów w tych korporacjach.
- Przedsiębiorstwo państwowe:przedsiębiorstwa handlowe utworzone przez rząd centralny lub samorząd lokalny, w którym zarządzający są powoływani przez rząd lub organy publiczne. Ta kategoria obejmuje wyłącznie firmy finansowane przez państwo i zarządzane. Większość przedsiębiorstw państwowych nie jest jednostkami rządu centralnego. Rządowe przedsiębiorstwa państwowe są pododdziałami Państwowej Komisji Nadzoru i Administracji Aktywami (SASAC)[14].
- Przedsiębiorstwo utrzymujące państwo:przedsiębiorstwa państwowe lub kontrolowane przez państwo są publicznie notowanymi na giełdzie firmami, w których państwo ma duży udział lub kontrolny udział w przedsiębiorstwach, co wpływa na zarządzanie firmą. Należą do nich firmy, które otrzymują bezpośrednie inwestycje zagraniczne.
- Przedsiębiorstwo prywatne: do tej kategorii należą prywatne spółki z ograniczoną odpowiedzialnością, prywatne spółki akcyjne, spółki z udziałem prywatnej spółki prywatnej oraz prywatne przedsiębiorstwa prowadzące działalność w zakresie wyłącznych inwestycji.
- Kolektywy miejskie
- Przedsiębiorstwo miasteczkowe lub wiejskie

#### Przebieg i skutki socjalistycznej gospodarki rynkowej
Przejście do socjalistycznej gospodarki rynkowej rozpoczęło się w 1978 roku, kiedy to Deng Xiaoping przedstawił swój program "socjalizmu z chińskimi cechami". Wstępne reformy polegające na dekolektywizacji rolnictwa oraz umożliwieniu prywatnych przedsięwzięć i inwestycji zagranicznych pod koniec lat 70. i na początku lat osiemdziesiątych później doprowadziły do wielkoskalowych reform radykalnych, polegających na częściowej prywatyzacji sektora państwowego, liberalizacji handlu i cen oraz likwidacji "ryżu żelaza" misy "w systemie bezpieczeństwa pracy pod koniec lat dziewięćdziesiątych. Od początku transformacji Deng Xiaopinga PKB Chin wzrósł z około 150 mld USD w 1978 roku do ponad 1,6 biliona USD w 2005 roku z rocznym wzrostem o 9,4 procenta. Udział sektora prywatnego w PKB wzrósł z mniej niż 1% w 1978 do około 50% w 2009 roku, ale z powodu coraz mniej przychylnej polityki rządu wobec własności prywatnej udział sektora prywatnego w wytwarzaniu PKB spada. Ze względu na złe wyniki tradycyjnych przedsiębiorstw państwowych w gospodarce rynkowej Chiny podjęły ogromny program restrukturyzacji korporacji. Zgodnie z tym schematem państwo zachowuje własność i kontrolę nad dużymi przedsiębiorstwami, ale rząd centralny nie ma bezpośredniej kontroli nad działalnością przedsiębiorstw państwowych.
Administracja Hu Jintao wycofała większość reform Denga.